# 日産・MA10ET
日産・MA10ETはかつて日産自動車が製造していた直列4気筒レシプロエンジンである。

## 概要
マーチK10型に搭載されていたエンジンの1つ。日産・MA10S型をベースに専用の新開発小型水冷式のターボチャージャーを採用し、高出力化を図るとともにエンジンコントロールユニットにECCSを採用、運転性、性能向上を図ったエンジンである。
性能では、標準車に搭載しているMA10S（987cc）ECCSの圧縮比、9.5に対して8.0に変更、MA10Sの出力57PSからMA10ETは85PS（グロス値）と性能を高めている。搭載当初時、リッターカーとしては初のコンパクトターボ搭載、電子制御インジェクション(EGI)であった。改良変更を加えながらK10中期型から後期型まで使用、搭載車両はマーチターボとフィガロであった。

## スペック
1987年8月、表示がグロス値からネット値へ変更された。
- タイプ : 水冷直列4気筒SOHC 8バルブ
- 総排気量: 987cc
- 内径×行程 : 68.0mm×68.0mm
- 圧縮比 : 8.0
- 最高出力（グロス値） : 85PS/6,000rpm
- 最高出力（ネット値） : 76PS/6,000rpm
- 最大トルク（グロス値） : 12.0kgm/4,400rpm
- 最大トルク（ネット値） : 10.8kgm/4,400rpm
- 燃料供給装置 : 日産・ECCS
- エンジン整備重量: 85 kg(3AT車)